# Prototipo

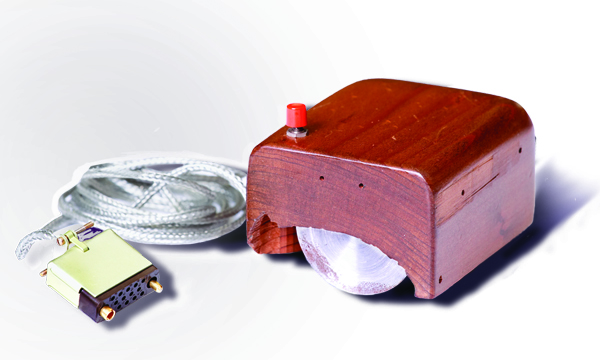
Prototipo del ratón Engelbart, el primer ratón de ordenador comercial.

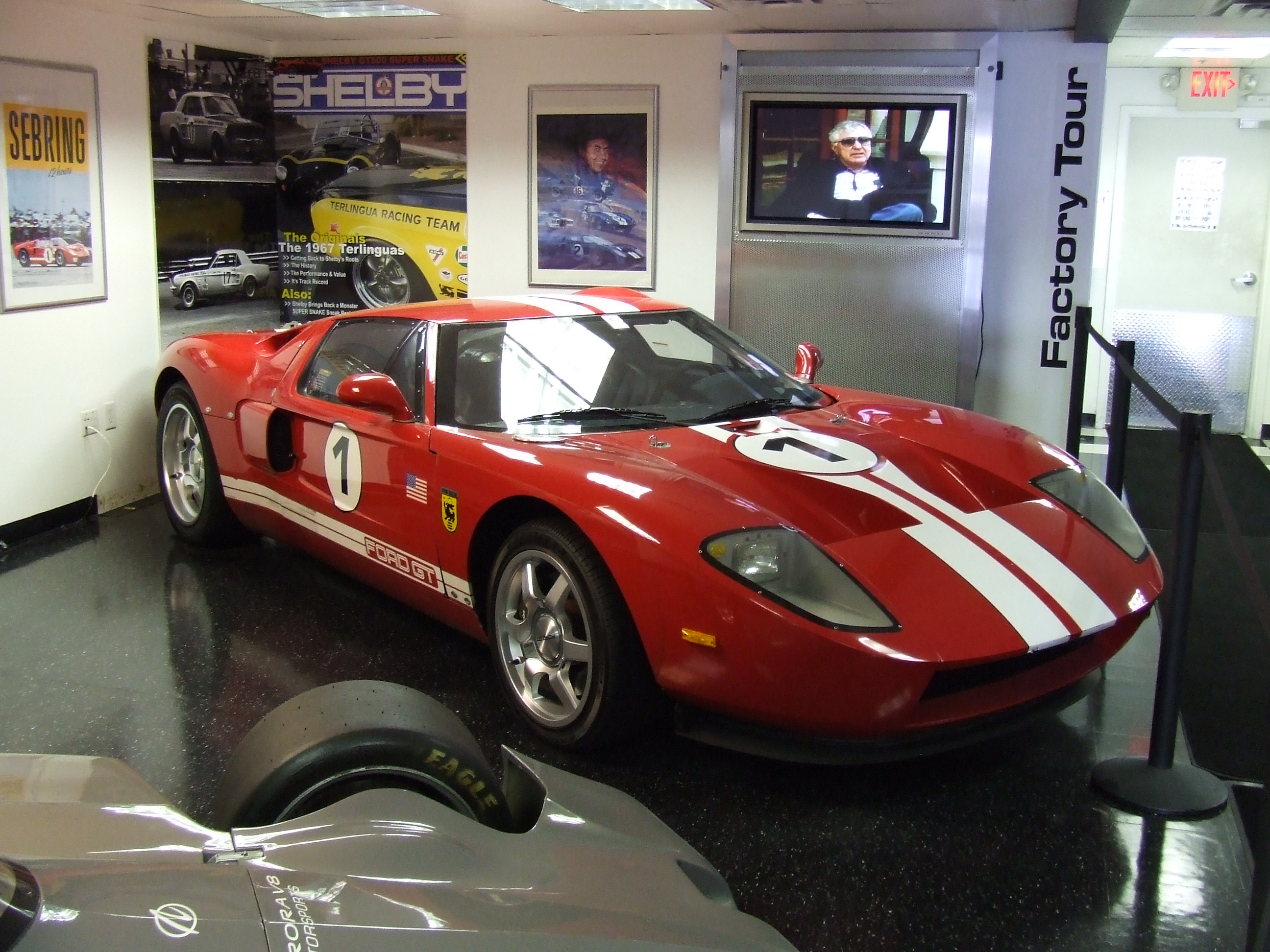
Primer prototipo de un Ford GT, el «Workhorse 1», en el Shelby American Museum. A diferencia del modelo de producción, este prototipo carece de puertas diédricas.

La palabra prototipo tiene varias definiciones:
- Un prototipo también se puede referir a cualquier tipo de máquina en pruebas, o un objeto diseñado para una demostración de cualquier tipo.
- Un prototipo o prototipado puede ser un modelo del ciclo de vida del software, tal como el desarrollo en espiral o el desarrollo en cascada.
- Un prototipo de belleza es aquel modelo que en función de la historia ha ido variando sobre cómo ha debido de ser el cuerpo de las personas, tanto en su forma como en su vestimenta.
- Un prototipo perfecto y modelo de una virtud, vicio o cualidad.
- Un prototipo social es aquel proyecto que busca mejorar un aspecto de una comunidad.[1]

## Producción masiva
Los prototipos permiten testar el objeto antes de que entre en producción, detectar errores, deficiencias, etc. Cuando el prototipo está suficientemente perfeccionado en todos los sentidos requeridos y alcanza las metas para las que fue pensado, el objeto puede empezar a producirse.
Los prototipos mayormente se usan en trabajos productivos y de construcción ya que son eficaces para el empresario o trabajador.[cita requerida]

## Desarrollo orientado a prototipos
Un prototipo en software es un modelo del comportamiento del sistema que puede ser usado para entenderlo completamente o ciertos aspectos de él y así clarificar los requerimientos. Un prototipo es una representación de un sistema, aunque no es un sistema completo, posee las características del sistema final o parte de ellas.[cita requerida]
Hoy en día, quienes desarrollan estos lenguajes formales están creando entornos interactivos:[cita requerida]
- que permitan al analista crear interactivamente una especificación basada en lenguaje de un sistema o software;
- que invoquen herramientas automáticas que traducen la especificación basada en el lenguaje de código ejecutable;
- que permitan al cliente usar el código ejecutable del producto para refinar los requisitos formales;
- métodos y herramientas para el desarrollo de los prototipos, para la selección de un enfoque apropiado de creación de prototipo.

## Prototipo de belleza

«El Nacimiento de Venus» de Sandro Botticelli es una representación del prototipo de belleza en la antigüedad clásica.

El cuerpo de las personas se valora socialmente en función de su forma y medidas. En el pasado, el modelo de belleza de la mujer estaba relacionado con la percepción de su capacidad reproductiva, de manera que se valoraba positivamente que contaran con curvas generosas y un mayor peso y caderas.
A partir del siglo XX y sobre todo en el XXI, el prototipo de belleza se basa sobre todo en la delgadez extrema, que se muestra en diferentes medios de comunicación (televisión, publicidad, tiendas de moda). Está muy relacionado con operaciones de estética. La búsqueda de la delgadez extrema va en muchos casos en contra de la naturaleza de cada persona, y llega a ser enfermizo y poco natural, con lo que se generan problemas de salud físicos y emocionales en la adolescencia, como la anorexia nerviosa

## Metrología
En la ciencia y práctica de metrología, un prototipo es un objeto fabricado por el humano que se usa como un estándar de medida de alguna magnitud física contra la que medir sus cantidades físicas. En el Sistema Internacional de Unidades (SI), el único prototipo que aún se usa es el prototipo internacional de Kilogramo, un cilindro sólido de platino e iridio guardado en el Bureau International des Poids et Mesures en Sèvres, un barrio de París (Francia); que por definición es la masa de un kilogramo. Muchas naciones realizan copias de este prototipo para representar el estándar nacional del kilogramo, y lo comparan periódicamente con sus copias.
Hasta 1960, el metro se definía mediante un prototipo consistente en una barra de platino-iridio con dos muescas en él, separados por definición un metro. En 1983 el metro fue redefinido como la distancia en el espacio cubierta por la luz en un 1/299,792,458 de segundo. Todo el mundo considera que el prototipo de estándar de kilogramo será reemplazado por una definición de kilogramo que se defina sobre la base de otra constante física, eliminando la necesidad de un prototipo que cambia ligeramente de peso todos los años por ganar o perder átomos.

## Prototipo social
El prototipo consiste en ver al mundo como una constelación de estrellas que aguardan una solución. Una vez encontrado un problema del cual no necesariamente nosotros somos la víctima, se puede empezar a hacer los primeros borradores.[cita requerida]

### Materiales para prototipar
- Un equipo: Nadie es un experto en todo necesitas personas que puedan apoyarte en tus áreas débiles y viceversa.
- Materiales para prototipar: Ya que todo es susceptible a un rediseño. Los materiales dependen de lo que quieras prototipar. No olvides tener eso en cuenta.
- Una buena mesa de trabajo y material de oficina.
- Hidratación y alimentos: Para que el equipo enfoque toda su energía en el prototipo y no tengan que preocuparse por qué van a comer.
- Mediación: En equipos que incluyen generaciones o contextos culturales distintos es común que haya conflictos. Es necesario implementar un mecanismo para resolver estos problemas.

### Características de un prototipo social
- Abierto: El prototipo nunca está acabado. Siempre se puede mejorar y todos pueden aportar algo más.
- Lento: Se va lento para tener el tiempo suficiente para garantizar que se entendió completamente el problema. La lentitud evita que busquemos soluciones rápidas a problemas complejos.
- Experimental: Debe ser un trabajo colectivo y público y hay que reconocer al el error cómo una posibilidad.
- Figurativo: No deben existir límites por las metodologías establecidas. Nos atrevemos a intentar lo improbable.
- Esperanzador: Hay que convertir la esperanza en un método de trabajo. La esperanza empodera a la gente. La esperanza es “algo que comienza a suceder desde el momento mismo en el que eres capaz de imaginar un tiempo por venir que merece ser construido”.[3]
- Recursivo: Repetir los casos hasta obtener el resultado que se adapta a las circunstancias. La recursividad se define cómo el método de prueba y error.
- Afectivo: “Gentes procedentes de mundos distintos se entienden si logran crear un mundo común.”[3] Afectivo se refiere que todos los colaboradores del prototipo puedan crear un espacio donde todos puedan converger.
- Lúdico: Diviértete mientras aprendes. El prototipo no tiene que ser formal y riguroso. Lo más eficiente y productivo es divertirse mientras trabajas.

### Consejos para prototipar
- Cuando se trabaja en equipo: Hay que asegurarse de que nadie imponga sus argumentos a los demás. Suele ser muy útil promover rondas de opinión para que todos, incluidos los más tímidos, expongan sus puntos de vista.
- Evitar las votaciones, pues siempre crean minorías: Cuando haya discrepancias que parezcan irresolubles, se recomienda suspender la reunión, tomar un descanso y, al regresar, hacer una ronda donde no se vote sino que cada uno exponga las ventajas e inconvenientes que ve en las alternativas que se están discutiendo.
- Si quieres que los prototipos sean realistas: Es fundamental contar desde el principio con la implicación de los afectados.
- Comenzar a trabajar antes del encuentro presencial: Cuanto antes se empiece el intercambio de documentación en torno al prototipo, mejor. El trabajo previo ayudará a optimizar el tiempo en las sesiones presenciales.
- Siguiendo la lógica de los procesos abiertos y colaborativos: Los prototipos deberían ser dados a conocer con licencias libres y/o abiertas. Si los concebimos como un espacio de producción de conocimiento, las propuestas deberían ser compartidas como un bien común.[cita requerida]